# Krapinske Toplice
Krapinske Toplice – wieś w Chorwacji, w żupanii krapińsko-zagorskiej, w gminie Krapinske Toplice. W 2011 roku liczyła 1295 mieszkańców.